# Еневич, Фёдор Фёдорович
Фёдор Фёдорович Еневич (26 апреля 1905, Глебки, Волынская губерния — 5 декабря 1976, Киев) — советский украинский философ, комсомольский и партийный функционер, доктор философских наук, профессор.

## Биография
Родился 13 (26) апреля 1905 года в селе Глебки в бедной крестьянской семье. В 1911 году его родители переселились в посёлок Новые Решёты (ныне Новосибирская область). Начал работать с десяти лет. В 1921—1931 годах — функционер уездных комсомольских и партийных органов, секретарь сельсовета. Член ВКП(б) с 1928 года.
В 1931 году окончил исторический факультет Московского педагогического института имени В. И. Ленина. В 1931—1932 годах — доцент Высшего педагогического финансово-экономического института в Ленинграде, был слушателем философского сектора аспирантуры при Ленинградском отделении Коммунистической академии. В 1932—1935 годы — руководитель кафедры философии Днепропетровского института инженеров железнодорожного транспорта. В 1937 году окончил философский отдел Украинского (Киевского) института красной профессуры и с того же года преподаватель Киевского государственного университета.
В 1941 году в Институте философии АН СССР защитил кандидатскую диссертацию на тему «Марксизм-ленинизм теория понятий». В 1941—1942 годах — главный редактор Украинского политического издательства при ЦК КП(б)У, в 1942—1943 годах руководил лекторской группой при Башкирском областном комитете ВКП(б), в 1943—1944 годах — лектор ЦК КП(б)У. В 1944—1947 годах — директор Украинского филиала Института Маркса—Энгельса—Ленина при ЦК ВКП(б).
В 1951 году защитил докторскую диссертацию на тему «Мировоззрение Т. Г. Шевченко». С 1952 года — доктор философских наук, профессор. С 1958 года — профессор кафедры философии института повышения квалификации преподавателей общественных наук при Киевском университете. В 1969—1976 годах — профессор и профессор-консультант кафедры философии естественных факультетов.
Умер 5 декабря 1976 года. Похоронен в Киеве на Байковом кладбище.

## Научная деятельность
Вёл научную работу в области диалектического и исторического материализма и истории украинской философии и общественно-политической мысли. Автор более 60 научных публикаций.
Автор меморандума «О недостатках в работе Института истории Украины Академии наук УССР» (17 мая 1944). В нём Еневич, отмечая немало положительного, сделанного учёными-историками, в частности в изучении источников и фактов истории Украины, прежде всего дооктябрьского периода, отмечал, что «научной истории Украины, даже научной истории её отдельных периодов, нет». Еневич объяснял это тем, что историки, отрицая социологические схемы школы М. Покровского, впали в другую крайность — вместо выделения существенных событий в истории Украины, якобы, брали буквально все факты, ограничиваясь поверхностным описанием, за которым терялось основное, решающее в истории Украины. В вину учёным Института вменял существенные недостатки или недостаточное освещение проблемных вопросов истории Украины, в частности истории до времён Киевской Руси; путаницу в освещении возникновения и становления украинской нации; употребление ошибочной терминологии и тому подобное. В трудах сотрудников Института, по мнению Еневича, односторонне охарактеризовано украинское казачество XVI—XVII века и причины присоединения Украины к Московскому царству, недостаточно освещён вопрос о двух дореволюционных российских государствах (РСФСР и Российской республике), украинский национализм ошибочно отождествляли с национальным обличием украинского народа. Автор меморандума убеждал, что работа в Институте требовала коренной перестройки.

## Труды
- Комуністичне виховання трудящих і подолання пережитків капіталізму в свідомості людей, К., 1940;
- Суспільно-філософські погляди Г. С. Сковороди, «Пропагандіст і агітатор», 1946, № 4;
- Американський фальсифікатор ідейної спадщини Т. Г. Шевченко, «Більшовик України», 1949, № 8;
- Деякі теоретичні проблеми категорії матеріалістичної діалектики, «Киів. держ. ун-т. Наукові зап.», 1957, т. 16, вип. 4. Зб. філос. фак-ту, № 3;
- Матеріалістична діалектика та конкретні методи природничих і гуманітарних наук, там же, т. 16, вип. 8;
- Стан і розвиток філософської науки в СРСР за 40 років, «Вісник Київського університету. Сер. історії та філософії», 1958, вип. 1;
- Діяльність комуністичних і робітничих партій — живе втілення ленінських ідей, в зб.: Теоретична зброя комунізму, К., 1959;
- Творчий вклад у марксистсько-ленінську теорію, в зб.: Питання комуністичного будівництва в рішеннях XXI з'ізду КПРС, К., 1960;
- Т. Г. Шевченко і сучасність, в зб.: Тарас Шевченко, К., 1962;
- Закономірності становлення комуністичноі формаціі, в зб.: Розвиток КПРС наукового комунізму (1953—1962), К., 1962.